# Żeronice (kolonia w województwie wielkopolskim)
Żeronice – kolonia w Polsce położona w województwie wielkopolskim, w powiecie tureckim, w gminie Dobra.
W latach 1975–1998 miejscowość należała administracyjnie do województwa konińskiego.